# Генеалогічна класифікація мов

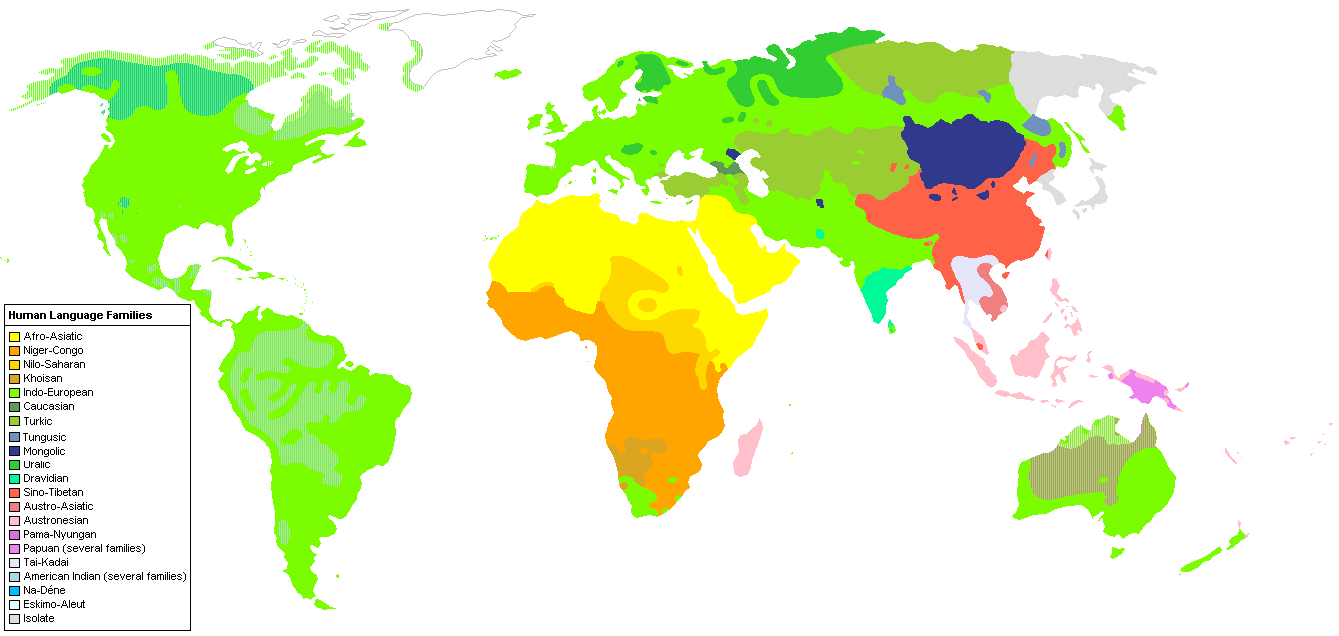
Деякі основні мовні сім'ї

Генеалогі́чна класифіка́ція мов (грец. γενεαλογικός — родовідний) — класифікація мов, в основу якої покладено принцип їхньої спорідненості (див. Спорідненість мов). Цей принцип базується на існуванні регулярних системних фонетичних, граматичних і лексичних відповідностей, що закономірно повторюються у споріднених мовах. Споріднені мови виникли шляхом диференціації діалектів однієї первісної мови, яку називають прамовою або мовою-основою (наприклад, сучасні слов'янські мови походять від колишньої спільнослов'янської, або праслов'янської, мови). Диференціація мов є наслідком різних соціальних причин, у тому числі міграції племен, завоювань, змін державних кордонів, етнічного змішування і т. ін. Споріднені мови об'єднують у підгрупи, групи (гілки), сім'ї, або родини, а також в одиниці вищої ієрархії — надродини (гіперсім'ї). Наприклад, українська мова належить до слов'янської групи індоєвропейської родини мов, яку окремі вчені об'єднують разом з іншими родинами в ностратичну (бореальну) надродину.
На відміну від плюраліст, типологічної класифікації мов, генеалогічна класифікація мов існує у вигляді єдиної схеми для кожної окремої родини й інколи схематично зображається у вигляді генеалогічного дерева, але реальні відношення між мовами однієї родини складніші, ніж їх подає схема.
Генетичній (успадкованій) спорідненості протиставляють спорідненість, набуту в процесі взаємодії мов. Це мовний союз, який може об'єднувати мови неблизькоспоріднені і навіть неспоріднені, що внаслідок міжетнічних та міжмовних контактів мають у своїй структурі спільні риси. Сучасна генеалогічна класифікація мов у різних її варіантах визнає існування від кількох десятків до 200 мовних родин, серед яких найголовніші:
- Індоєвропейська
- Афразійська (стара назва — семіто-хамітська)
- Уральська з фінно-угорським (угро-фінським) та самодійським відгалуженнями
- Тюркська
- Монгольська
- Тунгусо-маньчжурська

(останні три родини часом об'єднують в одну алтайську, до якої деякі вчені відносять і корейську мову)
- Картвельська
- Абхазо-адигська
- Нахсько-дагестанська (їх інколи об'єднують в одну родину кавказьких, або іберійсько-кавказьких, мов)
- Дравідська
- Чукотсько-камчатська
- Ескімосько-алеутська
- Тибето-китайська (сино-тибетська)
- тайська (таї-кадайська)
- Австразійська
- Австронезійська (стара назва — малайсько-полінезійська).

На острові Нова Гвінея під назвою папуаські мови відомо від 13 до 20 мовних родин і багато ізольованих мов. Мови аборигенів Австралії й Тасманії з погляду їхньої генеалогічної класифікації вивчено недостатньо. В Африці, крім згаданої афразійської родини, поширені родини конго-кордофанських (нігеро-конголезьких), ніло-сахарських і койсанських мов. Мови тубільців американського континенту об'єднуються в родини:
- на-дене
- алгонкіно-мосанську
- пенутіанську
- хокальтекську
- каддо-ірокезьку
- сіу
- мускогі-натчезьку
- юто-ацтекську
- мая-соке-тотонакську
- отомангську
- чибчанську
- аравакську
- карибську
- кечуа-аймара
- же (жес)
- тупі-гуарані та ін.

Окремі мови не піддаються генеалогічній класифікації, залишаючись ізольованими представниками своїх родин. До них належать баскська, кетська, бурушаскі, нівхська, айнська, керекська та інші, які іноді включаються до інших родин. У мовних родинах окремі групи можуть бути представлені лише однією мовою. Так, в індоєвропейській родині албанська, вірменська та грецька мови є самостійними відгалуженнями колишньої праіндоєвропейської мови.
Прихильники визнання існування гіперсімей об'єднують індоєвропейську, уральську, тюркську, монгольську, тунгусо-маньчжурську, дравідську, картвельську та афразійську родини в ностратичну надродину, до якої деякі вчені відносять ще чукотсько-камчатські, юкагірську, нівхську, корейську та японську мови, а також ескімосько-алеутські, еламську та етруську. Ностратична гіпотеза не є загальновизнаною серед лінгвістів.

## Географічна класифікація
Найзручнішим способом впорядковування такого великого числа сімей є не генетичний, а географічний — за материками або континентами, хоча кордони мовних сімей, звичайно, не цілком відповідають фізичним кордонам.
Генетична різноманітність не однакова в різних регіонах.
- Євразія: всього 21 сім'я, 4 ізоляти і 12 некласифікованих мов.
- Африка і Південно-Західна Азія: всього 28 сімей, 10 ізолятів і 10 некласифікованих мов.
- Океанія: «папуаські» і австралійські мови. Всього 100 сімей і 32 ізольованих мови.
- Північна Америка (у тому числі Мезоамерика): всього 42 сім'ї, 28 ізолятів і 6 некласифікованих мов.
- Південна Америка: за останніми зведеннями виділяється 55 сімей, 43 ізольованих і 77 некласифікованих мов.